# 조음군
조음군(雕陰郡)은 수나라 양제시기 설치된 중국의 옛 군으로 북쪽에 설치된 유림군과 함께 지금의 위린시의 전신역할을 한다. 당현종시기 군현제를 실시할 때 상군(上郡)으로 불렸다.

## 수
안녕군, 안정군(安政郡), 진향군, 무령군을 통폐합하고 서위대에 설치되었던 수주를 그대로 따라 주명을 수주(綏州)로 고쳤다. 대업초에 수주에서 상주(上州)로 개명한 뒤 군현제를 실시하면저 조음군으로 불리게 되었다. 11현 36,018호를 거느렸다.
| 현명   | 한자   | 대략적 위치                                   | 비고 |
| ------ | ------ | --------------------------------------------- | --- |
| 상현   | 上縣   | 위린 시 쑤이더현                              | 개황초 안녕군을 폐지하고 속현이던 안인현을 길만현으로 개명했다. 대업초 조음군을 세우면서 안녕군의 속현이던 안녕현, 길만현을 통폐합했다. 북주에서 설치한 의량현(義良縣)또한 통폐합했다. |
| 대빈현 | 大斌縣 | 위린 시 쯔저우현 주가험진일대                 | 서위에서 신설된 현으로 안정군(安政郡)과 함께 설치되었다. 개황초 안정군이 폐지되면서 현으로 격하되었다. 평수(平水)가 현 경내에 흐른다.                                                  |
| 연복현 | 延福縣 | 위린 시 쑤이더 현 서남 황가폄촌(黄家砭村)서남 | 서위에서 연릉현(延陵縣)을 두었는데, 개황연간에 지금의 이름으로 개명했다. |
| 유림현 | 儒林縣 | 위린 시 헝산구 당차진일대                     | 북주에서 본현에 은주(銀州)를 두었는데, 583년(수 문제 개황 3년)에 지금의 이름으로 고쳤고 은주는 대업초에 폐지되었다.                                                                    |
| 진향현 | 真鄉縣 | 위린 시 위양구 마황량진 서남일대              | 개황초 진향군을 통폐합했다. |
| 개광현 | 開光縣 | 위린 시 위양 구 안애진일대                    | 583년 개광군을 통폐합하면서 현으로 격하되었다. 섬수(掞水)가 현내에 흐른다. |
| 은성현 | 銀城縣 | 위린 시 선무 현 해가보향일대                  | 북주에서 석성현(石城縣)을 두었는데, 후에 지금의 이름으로 개명되었다. |
| 성평현 | 城平縣 | 위린 시 칭젠현 노사과향일대                   | 서위대 신설되었다. |
| 개강현 | 開疆縣 | 위린 시 쑤이더 현 조가폄향일대                | 서위에서 신설되었다. 북위대 무녕군(撫寧郡)이 있었지만 개황초 폐지되었다. |
| 무령현 | 撫寧縣 | 위린 시 미즈현 두가석구진일대                 | 서위대 신설되었다. |
| 수덕현 | 綏德縣 | 옌안시 쯔창 현 마가폄진일대                   | 서위대 신설되었다. |

## 당
군의 북부지역이 은주로 분리되었고 620년(당 고조 무덕 3년), 연주 풍림현에 수주총관부가 설치되었는데, 본총관부는 서화주(西和州), 남평주(南平州), 북기주(北基州), 은주(銀州), 운주(雲州), 정주(貞州), 상주(上州), 진주(殄州), 북길주(北吉州), 광주(匡州), 용주(龍州)를 관할했고 수주는 상현, 대빈현, 성평현, 수덕현, 연복현을 관할했다. 623년(당 고조 무덕 6년)치소를 연주 연천현 경계지역으로 옮겼다가 624년(당 고조 무덕 7년)성평현경계 위평(魏平廢城)에 두었다. 628년(당 태종 정관 2년), 양사도를 정복한 뒤 도독부로 격하하고 치소를 상현으로 옮겼다. 742년(당 현종 천보 원년), 군현제를 실시하면서 상군으로 개명되었고 758년(당 숙종 건원 원년) 주현제가 재실시되면서 수주로 돌아갔다. 5현 3,163호 16,129명을 거느렸으나 천보연간에 10,867호 89,111명으로 인구가 늘었다.
| 현명   | 한자   | 대략적 위치                   | 비고 |
| ------ | ------ | ----------------------------- | --- |
| 용천현 | 龍泉縣 | 위린 시 쑤이더현              | 742년 상현에서 용천현으로 개명되었다. |
| 연복현 | 延福縣 | 위린 시 우부현 신가구진일대   | 본현에 북길주가 설치되었고 귀의현(歸義縣)과 원천현(源泉縣)을 속현으로 두었다. 628년 1주 2현모두 연복현으로 통폐합되었다. |
| 수덕현 | 綏德縣 | 옌안시 쯔창 현 마가폄진일대   | 619년(당 고조 무덕 2년)에 복구되었다. 623년 운주(雲州)로 분리되었고 신의현(信義縣)과 순의현(淳義縣)을 속현으로 두었다. 그리고 일부가 용주(龍州) 풍향현(風鄕縣), 의량현으로 분리되었으나 628년 모두 수덕현에 통폐합되었다.                                                                      |
| 성평현 | 城平縣 | 위린 시 칭젠현 노사과향일대   | 620년 위평현(魏平縣)과 남평주(南平州)가 설치되었고 위주(魏州) 안고현(安故縣), 안천현(安泉縣)이 설치되었다. 624년 위평성에 수주 총관부를 세웠고 대빈현을 겸했으나 628년 남평주와 위주, 안고현, 위평현, 안천현을 통폐합했고 수주의 치소는 상현으로 옮겨졌다. 옛 대빈현의 치소에 현치를 설치했다. |
| 대빈현 | 大斌縣 | 위린 시 쯔저우현 주가험진일대 | 624년 설치되었고 위평현의 치소를 두었으나 628년 치소를 지금의 위치로 옮겼다. |

1. ↑  《수서》29권 지 제29 지리지 上 옹주 조음군
2. ↑  《구당서》38권 지 제18 지리지 1 관내도 수주